# Indohya
Genre
Synonymes
- Hyella Harvey, 1993

Indohya est un genre de pseudoscorpions de la famille des Hyidae.

## Distribution
Les espèces de ce genre se rencontrent en Australie, en Inde et à Madagascar.

## Liste des espèces
Selon Pseudoscorpions of the World (version 3.0) :
- Indohya beieri Harvey, 1993
- Indohya besucheti Beier, 1974
- Indohya caecata Beier, 1974
- Indohya damocles Harvey & Volschenk, 2007
- Indohya gollum Harvey & Volschenk, 2007
- Indohya haroldi Harvey & Volschenk, 2007
- Indohya humphreysi (Harvey, 1993)
- Indohya jacquelinae Harvey & Volschenk, 2007
- Indohya napierensis Harvey & Volschenk, 2007
- Indohya panops Harvey, 1993
- Indohya pusilla Harvey, 1993
- Indohya typhlops Harvey, 1993

et décrites depuis :
- Indohya adlardi Harvey & Burger, 2023
- Indohya alexanderi Harvey & Burger, 2023
- Indohya anastomosa Harvey & Burger, 2023
- Indohya aphana Harvey & Burger, 2023
- Indohya aquila Harvey & Burger, 2023
- Indohya arcana Harvey & Burger, 2023
- Indohya arnoldstrongi Harvey & Burger, 2023
- Indohya boltoni Harvey & Burger, 2023
- Indohya cardo Harvey & Burger, 2023
- Indohya catherineae Harvey & Burger, 2023
- Indohya cockingi Harvey & Burger, 2023
- Indohya cribbi Harvey & Burger, 2023
- Indohya currani Harvey & Burger, 2023
- Indohya draconis Harvey & Burger, 2023
- Indohya finitima Harvey & Burger, 2023
- Indohya furtiva Harvey & Burger, 2023
- Indohya incomperta Harvey & Burger, 2023
- Indohya jessicae Harvey & Burger, 2023
- Indohya julianneae Harvey & Burger, 2023
- Indohya karenae Harvey & Burger, 2023
- Indohya lynbeazlyeae Harvey & Burger, 2023
- Indohya morganstrongi Harvey & Burger, 2023
- Indohya rixi Harvey & Burger, 2023
- Indohya sachsei Harvey & Burger, 2023
- Indohya sagmata Harvey & Burger, 2023
- Indohya scanloni Harvey & Burger, 2023
- Indohya silenda Harvey & Burger, 2023

## Systématique et taxinomie
Ce genre a été décrit par Beier en 1974.
Hyella a été placé en synonymie par Harvey et Volschenk en 2007.

## Publication originale
- Beier, 1974 : « Pseudoscorpione aus Südindien des Naturhistorischen Museums in Genf. » Revue Suisse de Zoologie, vol. 81, no 4, p. 999-1017 (texte intégral).